# Jozafata
Jozafata – imię żeńskie pochodzenia semickiego. Wywodzi się od hebrajskiego imienia Jehoshaphat oznaczającego "Jahwe osądził". Żeński odpowiednik imienia Jozafat. W użyciu była również forma Józefata powstała przez pomieszanie Jozafaty z Józefą.
Jozafata imieniny obchodzi 25 marca.
Znane osoby noszące imię Jozafata lub Józefata:
- Jozafata Hordaszewska